# Тін Со
 Тін Со (англ. Tin Soe) (19??—2013) — м'янмський військовик та дипломат. Генерал армії М'янми. Надзвичайний і Повноважний Посол М'янма в Україні за сумісництвом (2000—2006).

## Життєпис
З 22 січня 2000 по 16 серпня 2006 рр. — Надзвичайний і Повноважний Посол М'янма в РФ.
З 2000 по 16 серпня 2006 рр. — Надзвичайний і Повноважний Посол М'янма в Україні за сумісництвом.
У 2013 році помер.